# آيت الحرش (البرج)
آيت الحرش هي إحدى مشيخات المملكة المغربية، تتبع جغرافيا لإقليم خنيفرة وإداريًا لالبرج. يقدر عدد سكانها بـ 1996 نسمة حسب الإحصاء الرسمي للسكان والسكنى لسنة 2004.